# 加布里埃尔·班代拉
加布里埃尔·班代拉（葡萄牙語：Gabriel Bandeira，1999年10月29日—），巴西男子殘疾游泳运动员。他曾代表巴西参加2021年東京帕運和2024年巴黎帕運會，共获得一枚金牌、二枚银牌和二枚铜牌。